# Barthélémy Germon
Pour les articles homonymes, voir Germon.
Barthélémy Germon (17 juin 1663 à Orléans - 2 octobre 1718 à Orléans) est un jésuite et journaliste français.

## Biographie
Barthélemy Germon est le fils de Barthélemy Germon, échevin d'Orléans, et de Madeleine Le Fèvre. Son frère, Alexis Germon de La Rousselière (1678-1737), sera maire d'Orléans. Alexis Germon est son petit-neveu.
Après avoir étudié chez les Jésuites à Orléans et la théologie au collège Louis-le-Grand à Paris, il entre au noviciat de la Compagnie de Jésus à Paris en 1679. Pendant sept ans, il est régent à Caen et à Orléans, où il enseigne la rhétorique et les humanités. Il enseigne par la suite la philosophie à Amiens puis au collège Louis-le-Grand. Dès sa création, il fait partie du comité de rédaction des Mémoires de Trévoux.
Il se rendit célèbre par une dispute avec les bénédictins de Saint-Maur au sujet de la Diplomatique de dom Mabillon. Il y avait vingt ans que ce mémorable ouvrage avait paru, et sa réputation semblait affermie, lorsque le P. Germon essaya de l’attaquer. Il publia successivement plusieurs dissertations où il prétendait que les diplômes sur lesquels dom Mabillon appuyait les règles qu’il avilit tracées n’étaient point à l’abri du reproche de supposition, et qu’en conséquence, ne portant que sur un fondement incertain, elles ne méritaient aucune confiance. D. Mabillon ne crut pas devoir répondre à cette agression, non qu’il craignit son adversaire, et moins encore qu’il le méprisât, mais parce qu’il haïssait les disputes, et qu’il ne les croyait bonnes à rien ; cependant, comme il avait un supplément à sa Diplomatique prêt à être mis sous presse, il profita de l’occasion pour donner une nouvelle force et plus de développement à ses preuves, et il répondit aux objections du P. Germon sans le nommer. Celui-ci ayant continué l’attaque, Mabillon se tut ; mais dom Coustant, son confrère, contre lequel le jésuite avait aussi dirigé quelques traits, entra en lice, et dom Ruinart, élève de Mabillon, se joignit à lui. Les savants prirent parti pour et contre. Le P. Germon eut pour lui Gilles Raguet, ou du moins l’auteur d’un ouvrage qui lui est attribué. Mais la diplomatique bénédictine réunit les suffrages les plus imposants, ceux de l’abbé Fontanini, professeur d’éloquence à Rome, de l’abbé Lazzarini, de Giatti, jurisconsulte de Plaisance, et même du P. Papenbroeck, jésuite, quoique dom Mabillon l’eût réfuté dans ce livre même, etc.
La plume du P. Germon, faite pour le genre polémique, privée d’aliment par la fin de cette discussion, chercha à s’exercer sur d’autres matières. C’était le temps où les questions sur la grâce agitaient les esprits. Germon attaqua l’Histoire de la congrégation de auxiliis du P. Serry, dominicain français et professeur de théologie à Padoue. Le religieux défendit vigoureusement son ouvrage; et cette nouvelle lutte donna lieu à plusieurs écrits de part et d’autre.
Le P. Germon mourut à Orléans, le 2 octobre 1718.

## Publications
- De veteribus regum Francorum diplomatibus dissertatio, Paris, 1705, in-12, adressée à dom Mabillon. Cette dissertation fut suivie de deux autres en 1706 et 1707. Il en publia même une quatrième. Dom Mabillon avait répondu à la première dans son supplément. Dom Coustant répondit aux autres par deux écrits intitulés, l’un Vindiciæ manuscriptorum codicum, et l’autre Vindiciæ confirmatæ. Biagio Garofalo prit aussi la défense de Mabillon, par l’ouvrage suivant, qui parut sous le nom de Scipio Maranta Messanensis : Expostulatio in B. Germonium pro antiquis diplomatibus et codd. mss., Messine, 1708, in-8°. Pour toute cette querelle on peut consulter l’Histoire des contestations sur la Diplomatique (attribuée à l’abbé Raguet), Paris, 1708, in-12 ; Naples , 1767, in-8° ;
- Lettres et questions importantes sur l’Histoire des congrégations de auxiliis. Le P. Serry, contre lequel ces lettres étaient dirigées, y répondit par un gros volume in-12. Germon répliqua par l’Errata de l’Histoire des congrégations, etc., et s’attira de la part de son adversaire un nouveau pamphlet, sous le titre du Correcteur corrigé ;
- Traité théologique sur les cent une propositions énoncées dans la bulle Unigenitus ; ouvrage adopté par le cardinal de Bissy, et qu’il publia sous son nom.
- De veteribus hæreticis ecclesiasticorum codicum corruptoribus, Paris, Le Comte et Montalant, 1713 (lire en ligne).

## Sources
- « Barthélémy Germon », dans Louis-Gabriel Michaud, Biographie universelle ancienne et moderne : histoire par ordre alphabétique de la vie publique et privée de tous les hommes avec la collaboration de plus de 300 savants et littérateurs français ou étrangers, 2e édition, 1843-1865 [détail de l’édition]
- Pierre Barral, Dictionnaire historique, littéraire et critique, contenant une idée abrégée de la vie et des ouvrages des hommes illustres en tout genre, de tous tems et de tout pays, 1759
- Nicolas-Toussaint Des Essarts, Les siecles litteraires de la France, ou nouveau dictionnaire, historique ... de tous les ecrivains francais ... jusqu'à la fin du 18e siecle, 1800